# Heterolobosea
Heterolobosea (Percolozoa) је група безбојних хетеротрофних протиста из царства Excavata. Већину припадника ове групе карактерише могућност мењања морфолошке организације ћелије између амебоидног стадијума, стадијума са бичем и цисте. Амебоидни стадијум је доминантан код већине представника, изузев код родова Percolomonas, Lyromonas, и Psalteriomonas који постоје само као бичари.

## Грађа ћелије
Амебоидни стадијум је цилиндричног облика, величине око 20—40 μm, са псеудоподијама које су раније сматране лобозним. Савремено мишљење је да су псеудоподије по типу еруптивне, нехомологне лобозним. Присуство овог типа псеудоподија је апоморфна (изведена) за читаву групу Heterolobosea. Стадијум са бичевима је незнано мање величине, са два или четири бича на предњем делу ћелије, испред цитостома. Стадијум са бичевима најчешће не може користити цитостомом, и служи за брзу промену положаја ћелије (кретање), док се амебоидни стадијум заузима у присуству довољно хране.
Акразидни протисти (Acrasidae) се агрегују у неповољним условима у псеудоплазмодијуме. Ови агрегати наликују спорангијама реда Dictyostelia из групе „слузавих гљива", где су раније заједно сврставане. За разлику од „слузавих гљива" амебоидни стадијуми акразида агрегују као јединке, или у малим групама, и не умиру стварајући дршку спорангије.

## Екологија
Већина Heterolobosea живе слободно, хранећи се бактеријама у земљишту, слатким водама или на фецесу. Поједине врсте насељавају мора. Група обухвата и паразитске облике, попут врсте Naegleria fowleri, која може бити патоген и код људи, код којих понекад узрокује смрт.